# Olympische Sommerspiele 1936/Reiten – Springreiten Einzel
Das Springreiten bei den Olympischen Spielen 1936 in Berlin fand am 16. August im Olympiastadion statt. 

## Wettkampfformat
Die erzielten Ergebnisse dieses Einzelwettkampfs wurden gleichzeitig auch als Ergebnisse für den Mannschaftswettkampf gewertet. Der Hindernisparcours bestand aus insgesamt 20 Hindernissen. Das Zeitlimit betrug 160 Sekunden. Für verschiedene Vergehen wurden Strafpunkte vergeben. Diese wurden wie folgt bestraft:
- 3 Punkte: Erstes Ungehorsam
- 4 Punkte: Abwurf eines Hindernis oder berühren des Wassergrabens
- 6 Punkte: Zweites Ungehorsam und Sturz des Pferdes
- 10 Punkte: Sturz des Reiters
- 0,25 Punkte pro Sekunde über dem Zeitlimit

## Ergebnisse
Da Kurt Hasse und Henri Rang aus Rumänien die gleiche Anzahl an Strafpunkten hatten, mussten diese in einem Stechen antreten um den Olympiasieger zu ermitteln. Auch der Bronzemedaillengewinner musste zwischen Georges Ganshof van der Meersch, József von Platthy und Carl Raguse in einem Stechen ermittelt werden.
| Rang | Athlet                             | Pferd        | Nation             | Strafpunkte | Strafpunkte | Strafpunkte |
| Rang | Athlet                             | Pferd        | Nation             | Abwurf      | Zeit        | Gesamt      |
| ---- | ---------------------------------- | ------------ | ------------------ | ----------- | ----------- | ----------- |
| 1    | Kurt Hasse                         | Tora         | Deutsches Reich    | 4,00        | 0,00        | 4,00        |
| 1    | Henri Rang                         | Delfis       | Rumänien           | 4,00        | 0,00        | 4,00        |
| 3    | Georges Ganshof van der Meersch    | Ibrahim      | Belgien            | 8,00        | 0,00        | 8,00        |
| 3    | József von Platthy                 | Sello        | Ungarn             | 8,00        | 0,00        | 8,00        |
| 3    | Carl Raguse                        | Dakota       | Vereinigte Staaten | 8,00        | 0,00        | 8,00        |
| 6    | José Beltrão                       | Biscuit      | Portugal           | 12,00       | 0,00        | 12,00       |
| 6    | Xavier Bizard                      | Bagatelle    | Frankreich         | 12,00       | 0,00        | 12,00       |
| 6    | Johan Greter                       | Ernica       | Niederlande        | 12,00       | 0,00        | 12,00       |
| 6    | Maurice Gudin de Vallerin          | Ecuyère      | Frankreich         | 12,00       | 0,00        | 12,00       |
| 6    | Cevat Kula                         | Sapkin       | Türkei             | 12,00       | 0,00        | 12,00       |
| 11   | Jan de Bruine                      | Trixie       | Niederlande        | 15,00       | 0,00        | 15,00       |
| 11   | Henry de Menten de Horne           | Musaphiki    | Belgien            | 15,00       | 0,00        | 15,00       |
| 11   | Arnold Mettler                     | Durmitor     | Schweiz            | 15,00       | 0,00        | 15,00       |
| 14   | Manabu Iwahashi                    | Falaise      | Japan              | 12,00       | 3,25        | 15,25       |
| 15   | Renzo Bonivento                    | Osoppo       | Königreich Italien | 16,00       | 2,75        | 18,75       |
| 16   | Marten von Barnekow                | Nordland     | Deutsches Reich    | 20,00       | 0,00        | 20,00       |
| 16   | Heinz Brandt                       | Alchimist    | Deutsches Reich    | 20,00       | 0,00        | 20,00       |
| 16   | Gerardo Conforti                   | Saba         | Königreich Italien | 20,00       | 0,00        | 20,00       |
| 16   | Domingos Coutinho                  | Merle Blanc  | Portugal           | 20,00       | 0,00        | 20,00       |
| 20   | Takeichi Nishi                     | Uranus       | Japan              | 19,00       | 1,75        | 20,75       |
| 21   | Luís Silva                         | Fausette     | Portugal           | 24,00       | 0,00        | 24,00       |
| 21   | Heinrich Sauer                     | Gloriette    | Österreich         | 24,00       | 0,00        | 24,00       |
| 23   | Henri van Schaik                   | Santa Bell   | Niederlande        | 24,00       | 0,50        | 24,50       |
| 24   | Arthur Qvist                       | Notatus      | Norwegen           | 24,00       | 1,00        | 25,00       |
| 25   | William Bradford                   | Don          | Vereinigte Staaten | 17,00       | 10,00       | 27,00       |
| 25   | Arne Francke                       | Urfé         | Schweden           | 27,00       | 0,00        | 27,00       |
| 27   | Miloslav Buzek                     | Chroust      | Tschechoslowakei   | 28,00       | 0,00        | 28,00       |
| 27   | Saim Polatkan                      | Schakal      | Türkei             | 28,00       | 0,00        | 28,00       |
| 29   | Constantin Apostol                 | Dracustie    | Rumänien           | 21,00       | 7,75        | 28,75       |
| 30   | Jörg Fehr                          | Corona       | Schweiz            | 25,00       | 4,00        | 29,00       |
| 31   | Hans Iklé                          | Exilé        | Schweiz            | 29,00       | 1,50        | 30,50       |
| 32   | Rolf Örn                           | Kornett      | Schweden           | 31,00       | 0,75        | 31,75       |
| 33   | Ottmár Szepesi                     | Pókai        | Ungarn             | 35,00       | 0,00        | 35,00       |
| 34   | Cornelius Jadwin                   | Ugly         | Vereinigte Staaten | 33,00       | 4,50        | 37,50       |
| 35   | Hirotsugu Inanami                  | Asafuji      | Japan              | 39,00       | 0,00        | 39,00       |
| 36   | Janusz Komorowski                  | Dunkan       | Polen              | 45,00       | 2,25        | 47,25       |
| 37   | Gerhard Egger                      | Mimir        | Österreich         | 31,00       | 16,50       | 47,50       |
| 38   | Jean de Tillière                   | Adriano      | Frankreich         | 41,00       | 10,25       | 51,25       |
|      | Elemér von Barcza                  | Kopé         | Ungarn             | DNF         | DNF         | DNF         |
|      | Gustav Adolf Erbprinz von Schweden | Aida         | Schweden           | DNF         | DNF         | DNF         |
|      | Capel Brunker                      | Magpie       | Großbritannien     | DNF         | DNF         | DNF         |
|      | Bill Carr                          | Bovril       | Großbritannien     | DNF         | DNF         | DNF         |
|      | Julius Čoček                       | Chostra      | Tschechoslowakei   | DNF         | DNF         | DNF         |
|      | Fernando Filipponi                 | Nasello      | Königreich Italien | DNF         | DNF         | DNF         |
|      | Cevat Gürkan                       | Güdük        | Türkei             | DNF         | DNF         | DNF         |
|      | Michał Gutowski                    | Warszawianka | Polen              | DNF         | DNF         | DNF         |
|      | Halfdan Petterøe                   | Schamyl      | Norwegen           | DNF         | DNF         | DNF         |
|      | Josef Seyfried                     | Radmila      | Tschechoslowakei   | DNF         | DNF         | DNF         |
|      | Henrik Skougaard                   | Felicia      | Norwegen           | DNF         | DNF         | DNF         |
|      | Tadeusz Sokołowski                 | Zbieg II     | Polen              | DNF         | DNF         | DNF         |
|      | Yves Van Strydonk De Burkel        | Ramona       | Belgien            | DNF         | DNF         | DNF         |
|      | Jack Talbot-Ponsonby               | Kineton      | Großbritannien     | DNF         | DNF         | DNF         |
|      | Rudolf Trenkwitz                   | Danubia      | Österreich         | DNF         | DNF         | DNF         |
|      | Toma Tudoran                       | Hunter       | Rumänien           | DNF         | DNF         | DNF         |

### Stechen um Gold
| Rang | Athlet     | Pferd  | Nation          | Strafpunkte | Zeit       |
| ---- | ---------- | ------ | --------------- | ----------- | ---------- |
| 1    | Kurt Hasse | Tora   | Deutsches Reich | 4,00        | 59,2 s     |
| 2    | Henri Rang | Delfis | Rumänien        | 4,00        | 1:12,8 min |

### Stechen um Bronze
| Rang | Athlet                          | Pferd   | Nation             | Strafpunkte | Zeit       |
| ---- | ------------------------------- | ------- | ------------------ | ----------- | ---------- |
| 3    | József von Platthy              | Sello   | Ungarn             | 0,00        | 1:02,6 min |
| 4    | Georges Ganshof van der Meersch | Ibrahim | Belgien            | 0,00        | 1:09,0 min |
| 5    | Carl Raguse                     | Dakota  | Vereinigte Staaten | 4,00        | 1:02,4 min |